# Samuel W. Hale
Samuel Whitney Hale, född 2 april 1823 i Fitchburg i Massachusetts, död 16 oktober 1891 i Brooklyn i New York, var en amerikansk politiker (republikan). Han var New Hampshires guvernör 1883–1885.
Hale efterträdde 1883 Charles Henry Bell som guvernör och efterträddes 1885 av Moody Currier.